# Persecución en caliente
La persecución en caliente (también conocido como persecución ininterrumpida o feroz) ocurre cuando agentes de la ley persiguen a un sospechoso de manera urgente y directa. Tal situación concede a los agentes derechos especiales, como el derecho de persecución en alta mar.

## Ley de Estados Unidos
Debajo la ley de Estados Unidos, la persecución en caliente es una circunstancia exigente que permite a la policía arrestar a una persona sospechosa en propiedad privada sin una orden judicial, lo cual sería normalmente una vulneración de la prohibición contra búsquedas, confiscaciones, y arrestos no razonables encontrada en la Cuarta Enmienda a la Constitución. El Corte Supremo articuló este principio por primera vez en el caso de Alcaide v. Hayden en 1967.